# Feliks Papliński
Feliks Papliński (ur. 17 maja 1908 w Romanowie pod Żytomierzem, zm. 16 października 1942 w Warszawie) – polski działacz komunistyczny, jeden z założycieli Polskiej Partii Robotniczej.

## Życiorys

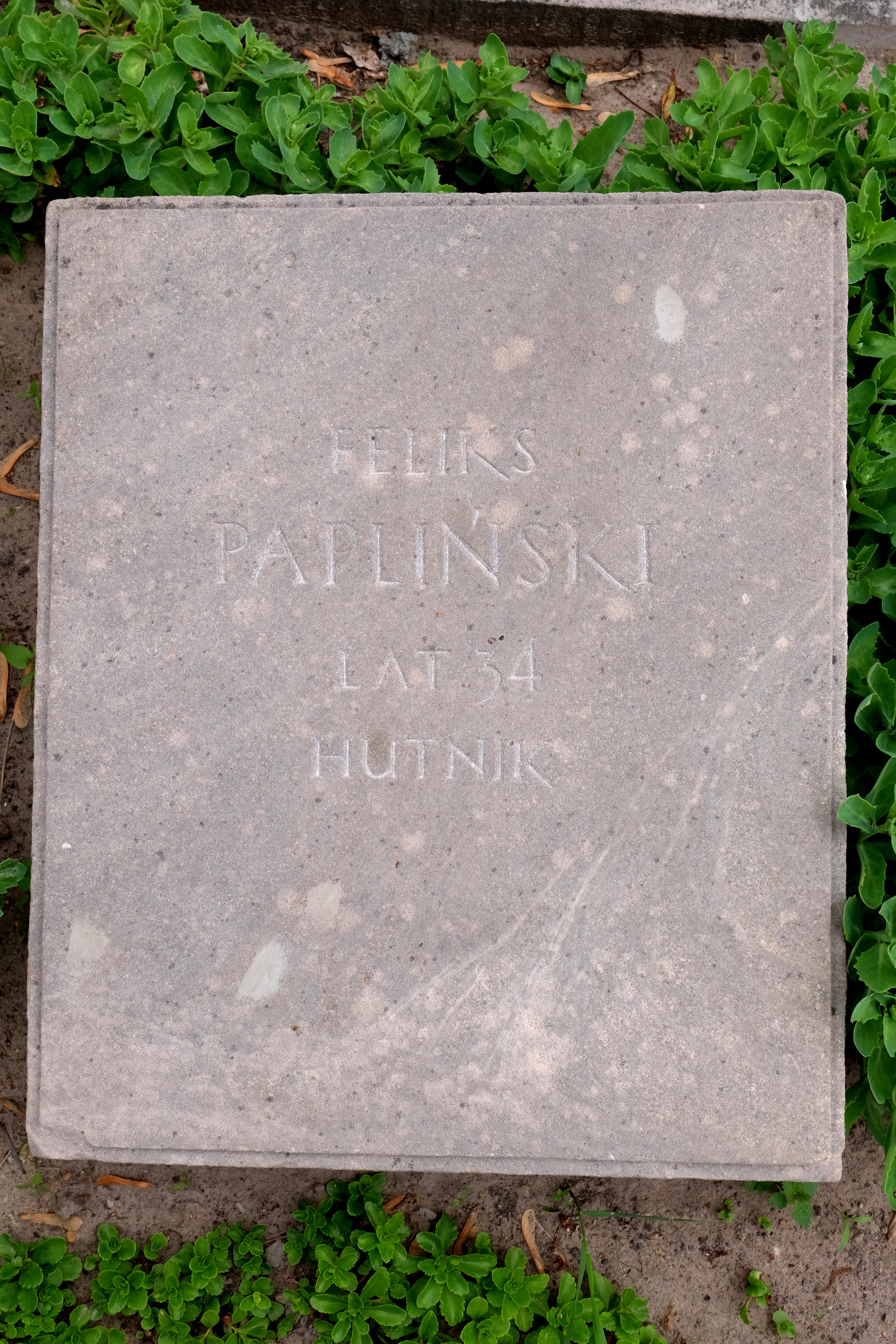
Grób Feliksa Paplińskiego na cmentarzu Wojskowym na Powązkach w Warszawie

Początkowo pracował jako pastuch, potem został hutnikiem. W 1928, pracując w hucie szkła w Piotrkowie Trybunalskim, wstąpił do KZMP. W 1929 został na dwa tygodnie aresztowany za prowadzenie agitacji komunistycznej wśród robotników huty „Hortensja”, w której pracował, i zorganizowanie strajku; równocześnie zwolniono go z pracy. W latach 1927–1929 należał do PPS-Lewicy i działał w Związku Zawodowym Robotników Przemysłu Chemicznego. W 1929 dostał pracę w hucie „Vitrum” w Wołominie, gdzie rozwinął szeroką działalność polityczną. Za wystąpienie na wiecu robotniczym w październiku 1929 był więziony przez trzy miesiące. Po wyjściu na wolność został sekretarzem Komitetu Miejskiego KZMP i funkcjonariuszem KZMP na Okręg Warszawa-Podmiejska. W Wołominie wstąpił w 1930 do Komunistycznej Partii Polski (KPP). Był również członkiem Wydziału Zawodowego przy Komitecie Centralnym (KC) KZMP, a od listopada 1931 do maja 1932 instruktorem KC KZMP w okręgach Lublin i Siedlce. Od maja 1932 pracował jako sekretarz Wydziału Rolnego KC KZMP. W tym czasie był delegatem na III plenum CK KZMP (sierpień 1932). Od stycznia 1933 do lutego 1934 przebywał na kursie Komunistycznego Uniwersytetu Młodzieżowego w Moskwie. Po powrocie do kraju został, jako instruktor KC Komunistycznego Związku Młodzieży Zachodniej Białorusi (KZMZB), skierowany na Okręg KZMP Białystok, gdzie pełnił funkcję sekretarza. Od czerwca do października 1934 był członkiem Krajowego Sekretariatu KC KZMZB i sekretarzem Wileńskiego Komitetu Okręgowego KC KZMZB. Aresztowany 26 października 1934 w Wilnie i skazany przez tamtejszy Sąd Okręgowy na 5 lat więzienia. Wyrok odsiadywał w Wilnie i Koronowie.
Po wyjściu z więzienia w kwietniu 1937 na mocy amnestii pracował jako sekretarz Warszawskiego Komitetu KZMP, a od grudnia 1937 do rozwiązania organizacji w sierpniu 1938 pełnił funkcję sekretarza łódzko-częstochowskiego Komitetu Okręgowego KZMP. Po wojnie 1939 w Białymstoku był naczelnikiem zmiany w hucie szkła. Od grudnia 1940 został wysłany na trzymiesięczny kurs zorganizowany przez KC Międzynarodowej Organizacji Pomocy Rewolucjonistom (MOPR) w Moskwie. Następnie pracował w MOPR i w redakcji „Sztandaru Wolności” w Mińsku. Z chwilą wybuchu wojny niemiecko-sowieckiej 1941 wystąpił, razem z grupą komunistów polskich przebywających w Homlu, do władz sowieckich z propozycją utworzenia w ZSRR polskich jednostek wojskowych. W lipcu 1941 przyjęto go do szkoły partyjnej przy Komitecie Wykonawczym Kominternu w Puszkino koło Moskwy, następnie wszedł w skład tzw. Drugiej Grupy Inicjatywnej PPR. W nocy na 6 stycznia 1942 zrzucony na spadochronie w rejonie wsi Sokołów w powiecie koneckim. Organizował Komitet Miejski PPR w Piotrkowie, którego pracą kierował do lata 1942. Organizował PPR i GL na Podlasiu. W maju 1942 objął funkcję sekretarza Komitetu Okręgowego PPR Siedlce, gdzie działał m.in. z Jakubem Aleksandrowiczem. Zakładał komitety PPR w Sokołowie Podlaskim, Węgrowie i komórki w okolicach Łukowa. W nocy z 1 na 2 października 1942 aresztowany przez Niemców w drodze z Wołomina do Warszawy, został powieszony w publicznej egzekucji 16 października, w której Niemcy powiesili 50 więźniów. Spoczywa na cmentarzu Wojskowym na Powązkach w Warszawie (kwatera C6-1-2).
11 października 1946 został pośmiertnie odznaczony Orderem Krzyża Grunwaldu III klasy.